# Kernkraftwerk Kuosheng
Kuosheng ist das zweite kommerzielle Kernkraftwerk in Taiwan. Die Anlage befindet sich im Bezirk Wanli der Stadt Neu-Taipeh bei Keelung im Norden der Insel, direkt an der Küste des Ostchinesischen Meeres.
Die Anlage besteht aus zwei 1-Gigawatt-Siedewasserreaktoren von General Electric. Ihre Baukosten waren ursprünglich mit 0,73 Milliarden US-Dollar veranschlagt, sollen dann jedoch 2,10 Milliarden US-Dollar betragen haben. In den Jahren 2021 und 2023 wurden die beiden Reaktoren dauerhaft stillgelegt.

## Unfälle
Am 21. März 1993 wurden drei Arbeiter einer hohen Strahlendosis ausgesetzt. Der Zwischenfall erhielt die Bewertung 3 auf der INES-Skala.
Am 16. Mai 2001 berichtet die Taipeh Times, dass 54 der 157 Kontrollstäbe des Reaktors beschädigt seien. Da alle taiwanischen Siedewasserreaktoren das gleiche Design benutzten, wurde eine sofortige Untersuchung aller dieser Kontrollstäbe angeordnet.
Am 27. Juli 2021 kam es zu einer versehentlichen Notabschaltung. Ein Stuhl traf beim Reinigen die Abdeckung des Schalters für das Hauptdampfventil, zerschlug die Abdeckung und schloss das Ventil. Von 6:30 bis 23:40 war der Reaktor außer Betrieb.

## Radioaktiver Abfall
Der taiwanische Atommüll (etwa 100.000 Fässer) lagert zum Teil auf der Insel Lan Yu südöstlich der Küste Taiwans. Nach einer Vereinbarung von 2002 soll dort aber kein weiterer Müll gelagert werden.
Seit 2005 sind zwei Zwischenlager (etwa 40.000 Fässer) im Kernkraftwerk Chin Shan und in Kuosheng in Betrieb.

## Betriebsstopp und Stilllegung
Die Stilllegung der beiden Reaktorblöcke erfolgte mit Ablauf der 40-jährigen Betriebslizenz im Juli 2021 bzw. März 2023.
Block 1 ging am 30. November 2016 vom Netz. Da zu diesem Zeitpunkt kein Platz für verbrauchte Brennelemente im Abklingbecken mehr vorhanden war, wurde dem Betreiber ein Wiederanfahren untersagt. Taipower beantragte die Genehmigung für den Bau weiterer Kapazitäten und für ein Wiederanfahren des Blocks. Am 19. Juni 2017 ging Kuosheng 1 wieder ans Netz.
Seit es am 30. Mai 2016 infolge eines Kabelbrandes zu einer Reaktorschnellabschaltung in Block 2 gekommen war, verbot die Regierung zudem ein Wiederanfahren dieses Reaktors. Nachdem die AEC im März 2018 grünes Licht für das Wiederanfahren des Reaktors gegeben hatte, wurde dieser am 27. März 2018 wieder hochgefahren. Einen Tag später kam es zu einer Reaktorschnellabschaltung. Der taiwanische Premierminister Lai Ching-te teilte Mitte April mit, dass es für das Wiederanfahren des Reaktors noch keinen Zeitplan gebe, später im Jahr ging der Reaktor wieder ans Netz.

## Daten der Reaktorblöcke
Das Kernkraftwerk Kuosheng hat zwei Blöcke:
| Reaktorblock | Reaktortyp         | Netto- leistung | Brutto- leistung | Baubeginn  | Netzsyn- chronisation | Kommerzieller Betrieb | Abschaltung |
| ------------ | ------------------ | --------------- | ---------------- | ---------- | --------------------- | --------------------- | ----------- |
| Kuosheng-1   | Siedewasserreaktor | 985 MW          | 1020 MW          | 19.11.1975 | 21.05.1981            | 28.12.1981            | 01.07.2021  |
| Kuosheng-2   | Siedewasserreaktor | 985 MW          | 1020 MW          | 15.03.1976 | 29.06.1982            | 16.03.1983            | 14.03.2023  |